# Nicholas-reactie
De Nicholas-reactie is een organische reactie tussen een propargylisch ether en nucleofiel tot een alkyn:
De reactie verloopt in een aantal stappen en verbruikt een stoichiometrische equivalent dikobaltoctacarbonyl als stabiliserend reagens voor de substitutie.

## Reactiemechanisme
De reactie start met de additie van dikobaltoctacarbonyl aan de drievoudige binding, waarbij een intermediair kobaltcomplex (2) ontstaat, vergelijkbaar met datgene dat bij de Pauson-Khand-reactie wordt gevormd. Reactie van dit intermediair met tetrafluorboorzuur of een lewiszuur levert een propargylisch carbokation (3a en 3b) dat door dikobaltoctacarbonyl wordt gestabiliseerd. Additie van het nucleofiel (4), gevolgd door oxidatie levert het gesubstitueerde alkyn (5).
Het propargylisch carbokationcomplex is zo stabiel dat het door behandeling met een overmaat fluorantimoonzuur of tetrafluorboorzuur kon worden geïsoleerd als een donkerrode vaste stof. De reden voor de stabiliteit ligt in het feit dat de positieve lading kan worden gedelokaliseerd naar het kobaltgedeelte.